# Anomis hemiscopis
Anomis hemiscopis är en fjärilsart som beskrevs av Dyar 1914. Anomis hemiscopis ingår i släktet Anomis och familjen nattflyn. Inga underarter finns listade i Catalogue of Life.